# 布澤烏縣
布澤烏縣（羅馬尼亞語：Judeţul Buzău，羅馬尼亞語發音：[buˈzəw] ⓘ）是羅馬尼亞東南部的一個縣。面積6,103平方公里，2011年時人口為432,054人，人口密度為每平方公里70.7人。首府布澤烏。
下設2市、3镇、82鄉。